# Shin Sang-ok
Shin Sang-ok (ur. 11 października 1926 w Ch’ŏngjin, zm. 11 kwietnia 2006 w Seulu) – koreański reżyser.

## Życiorys
Shin Sang-ok urodził się 11 października 1926 roku w Ch’ŏngjin w okupowanej Korei. Pod koniec lat 50. zajął się reżyserią filmów, w ciągu 20 lat nakręcił ich blisko 60, zyskując w Korei Południowej bardzo dużą popularność. W 1953 roku ożenił się z popularną aktorką Choi Eun-hee (Choi Un-hui), ale rozwiódł się z nią w 1975 roku. Żona zagrała w 68 spośród jego filmów. W 1978 roku autorytarny rząd zamknął jednak jego studio filmowe Shin Films, a on sam stracił możliwość pracy.
W tym samym czasie Kim Dzong Il, syn rządzącego Koreą Północną Kim Ir Sena, zapragnął zbudować w swoim kraju przemysł filmowy. W tym celu w 1978 roku nakazał służbom wywiadowczym porwać z Hongkongu Choi Eun-hee. Gdy Shin wyjechał do Chin w poszukiwaniu pracy, również został uprowadzony przez północnokoreańskich agentów. Usiłował on zbiec z Korei Północnej, ale został pojmany i spędził następne cztery lata w obozie pracy. Shin nie był jedynym filmowcem porwanym przez władze północnokoreańskie, rząd tego kraju przyznał się do porwania na przełomie lat 70. i 80. 11 Japończyków, którzy mieli być doradcami kulturalnymi władz. Po czterech latach więzienia, w 1983 roku, został przewieziony na audiencję do Kim Dzong Ila, który zaproponował mu pracę jako reżyser. W tym też czasie został zmuszony do ponownego ślubu z byłą żoną.
Najbardziej znanym filmem nakręconym przez Shina w Północnej Korei jest Pulgasari, który w zamierzeniach Kim Dzong Ila miał być odpowiedzią na japońskie filmy o Godzilli. W czasie swojego pobytu w Korei Północnej Shin nakręcił 20 filmów, a w 1986 roku podczas wyjazdu na festiwal filmowy w Wiedniu zbiegł wraz z żoną do ambasady Stanów Zjednoczonych, w której oboje poprosili o azyl. Władze Korei Północnej usiłowały zdyskredytować Shina, twierdząc, że przybył on do Korei Północnej dobrowolnie.
Zasiadał w jury konkursu głównego na 47. MFF w Cannes (1994).
Zmarł 11 kwietnia 2006 roku w Seulu.